# گل‌آباد (دلگان)
گل‌آباد روستایی در دهستان دلگان بخش مرکزی شهرستان دلگان استان سیستان و بلوچستان ایران است.

## جمعیت
بر پایه سرشماری عمومی نفوس و مسکن در سال ۱۳۹۵ جمعیت این روستا ۱۳۳ نفر (۲۹خانوار) بوده‌است.